# Stazione di Sora
La stazione di Sora è una stazione ferroviaria della ferrovia Avezzano-Roccasecca a servizio del comune di Sora.

## Storia
La stazione venne inaugurata nel 1897, in occasione dell'apertura della tratta Arce-Sora.

## Strutture e impianti
Nell'estate del 2022 la Stazione, insieme all'intera linea, è stata interessata da lavori di rinnovo dell'armamento e attrezzaggio propedeutico per l'installazione del sistema di segnalamento di ultima generazione di tipo ETCS Regional livello 2/3, che verrà ultimato negli anni successivi con la realizzazione di un nuovo PPM (Posto Periferico di Movimento) per l’allestimento di apparecchiature tecnologiche destinate al comando, al controllo e alla sicurezza della circolazione ferroviaria nella tratta.